# Arqueossítio da Rua de D. Hugo
O Arqueossítio da Rua de D. Hugo é um dos núcleos museológicos do Museu da Cidade do Porto, em Portugal.

## Características
Localiza-se no número 5 da Rua de D. Hugo, encostada à Cerca Primitiva da cidade, nas proximidades da Sé do Porto. A casa original era de traçado gótico mas foi destruída, tendo, no entanto, sido aproveitada uma das suas paredes originais para a construção de um novo edifício. Na década de 1980 foram feitas escavações que puseram a descoberto vestígios de uma ocupação muito anterior.
Neste arqueossítio conserva-se a mais longa sequência de ocupação humana que até ao presente foi documentada no Porto. Em apenas três metros de profundidade detectaram-se vinte camadas arqueológicas, integrando ruínas arquitectónicas e espólios do século IV a.C. até à actualidade. Foram aqui identificados vestígios do castro proto-histórico que deu origem à cidade, bem como das ocupações romana e alti-medieval que lhe sucederam.
Desde 1993, também funciona na Casa da Rua de D. Hugo, n.º 5, a sede da Secção Regional do Norte da Ordem dos Arquitectos.